# Mimapomecyna flavostictica
Mimapomecyna flavostictica är en skalbaggsart som beskrevs av Stefan von Breuning 1957. Mimapomecyna flavostictica ingår i släktet Mimapomecyna och familjen långhorningar.
Artens utbredningsområde är Madagaskar. Inga underarter finns listade i Catalogue of Life.